# Model de Gompertz
El model de Gompertz (o Llei de mortalitat de Gompertz-Makeham) afirma que la taxa de mortalitat humana és la suma d'un component independent de l'edat (el «terme de Makeham», que rep el nom de William Makeham) i un component dependent de l'edat (la funció de Gompertz, que rep el nom de Benjamin Gompertz), que augmenta de manera exponencial amb l'edat. En un entorn protegit on les causes externes de mort són rares (condicions de laboratori, països de baixa mortalitat, etc.), el component de mortalitat independent de l'edat és sovint insignificant. En aquest cas, la fórmula és «simplifica a una llei de mortalitat de Gompertz». El 1825, Benjamin Gompertz va proposar un augment exponencial de la mortalitat amb l'edat.
La llei de mortalitat de Gompertz-Makeham descriu amb precisió les dinàmiques d'edat de la mortalitat humana a la finestra de l'edat d'entre 30 i 80 anys. En edats més avançades, alguns estudis han trobat que les taxes de mortalitat augmenten més lentament (un fenomen conegut com la desacceleració de la mortalitat tardana), però estudis més recents no estan d'acord.
La disminució de la taxa de mortalitat humana abans de la dècada del 1950 es va deure principalment a una disminució del component de mortalitat independent de la seva edat (Makeham), mentre que el component de mortalitat dependent de l'edat (Gompertz) era sorprenentment estable. Des de la dècada del 1950, una nova tendència de mortalitat ha començat en la forma d'una caiguda inesperada de les taxes de mortalitat en edats avançades i de «rectangularització» de la corba de supervivència.
La funció de risc per a la distribució de Gompertz-Makeham es caracteritza amb més freqüència com {\displaystyle h(x)=\alpha e^{\beta x}+\lambda }. La magnitud empírica del paràmetre beta és d'aproximadament 0,085, cosa que implica una duplicació de la mortalitat cada 0,69 / 0,085 = 8 anys (Dinamarca, 2006).
La funció quantil es pot expressar en una expressió de forma tancada utilitzant la funció W de Lambert:
{\displaystyle Q(u)={\frac {\alpha }{\beta \lambda }}-{\frac {1}{\lambda }}\ln(1-u)-{\frac {1}{\beta }}W_{0}\left({\frac {\alpha e^{\alpha /\lambda }(1-u)^{-(\beta /\lambda )}}{\lambda }}\right)}
La llei de Gompertz és la mateixa que una distribució de Fisher-Tippett per a edats negatives, restringida a valors negatius per a la variable aleatòria (valors positius per a l'edat).

## Història
Les matemàtiques de la ciència de la població progressa al segle xix gràcies a la llei de mortalitat establerta per Benjamin Gompertz, però també gràcies a la llei logística de Pierre François Verhulst, segons la qual el creixement de la població es torna lent.
De fet, el 1825, Benjamin Gompertz va proposar que la força de mortalitat augmentava de manera exponencial amb l'edat:
{\displaystyle \mu _{x}=Bc^{x}}
o B i c són constants.
No obstant això, hi ha el problema de tenir en compte les causes de mort que no estan directament relacionades amb l'edat.
Va ser així com William Makeham va proposar extrapolar la força de mortalitat en edats més grans a partir d'una llei modificada de Gompertz i tenint en compte les causes de mort independents de l'edat:
{\displaystyle \mu _{x}=A+Bc^{x}}
on A és el risc de morir per qualsevol causa, independentment de l'edat.
En condicions on les causes externes de mort són rares, els termes que no depenen de l'edat són sovint insignificants. S'utilitza llavors la llei de Gompertz, anomenada així per Benjamin Gompertz el 1825.
El model s'utilitza àmpliament en demografia i gerontologia per a una predicció adequada de les taxes de mortalitat en algunes espècies (no humanes) i per comparar les taxes d'envelliment actuarials entre i entre les diferents espècies.
També pot representar el creixement d'algunes variables morfològiques (talla, massa corporal, etc.) d'organismes superiors (per exemple, la seva aplicació al creixement de la massa corporal de la rata mesquera en funció de la seva edat).

## El model de Gompertz i dinàmica de població
La llei de Gompertz-Makeham descriu la dinàmica de la mortalitat, que pertany a la dinàmica de les poblacions.
El model s'ha utilitzat principalment per representar el creixement d'alguns organismes.
Permet explicar la relació al·lomètrica entre dues variables, a més de la bona representació que ofereix per a una variable.
En comparar el model Gompertz amb el model de Verhulst, observem un comportament similar (creixement exponencial de la població) però, en el cas del model Gompertz, és més ràpid. Aquests dos models són competidors per modelar el creixement d'organismes.

### El model matemàtic de Gompertz
El model de Gompertz s'utilitza per modelar el creixement d'una població regulada.
{\displaystyle {\frac {\mathrm {d} x}{\mathrm {d} t}}=ax\ln \left({\frac {K}{x}}\right)}
També s'expressa en la seva forma integrada:
{\displaystyle x=K\mathrm {e} ^{b\mathrm {e} ^{-at}},\ {\textrm {amb}}\ b=\ln \left({\frac {x_{0}}{K}}\right)}
La forma integrada del model de Gompertz s'utilitza sovint per a la computació numèrica, mentre que la forma diferencial es presta millor a la interpretació.
En les equacions, els paràmetres:
- x - representa la biomassa (talla, massa corporal ...)
- t - representa el temps
- K - representa la capacitat límit del medi
- a - és una constant

### Punt d'equilibri del model
Un estat d'equilibri de la població s'observa quan la població no evoluciona. Els punts d'equilibri són els valors x* per als quals {\displaystyle {\dot {x}}={\tfrac {\mathrm {d} x}{\mathrm {d} t}}=0}. Hi ha dos punts d'equilibri: X1* = 0 i X₂* = K.

### Estabilitat local
Estudiem l'estabilitat en el punt d'equilibri X1* et X₂*. Això vol dir que determinarem per a tot x proper a X*, si ens «apropem» o si ens «allunyem» de X*.
Observem el signe de dfdx
- si dfdx > 0 llavors X* és inestable.
- si dfdx < 0 llavors X* és estable.

Per això, calculem la derivada parcial en aquests punts:
{\displaystyle {\frac {\mathrm {d} f}{\mathrm {d} x}}=a\times \ln(K)-a\times \ln(x)-a}.
Apareix que:
- X1* és inestable: per als x propers a X1*, i s'allunyarà del punt d'equilibri X1*.
- X₂* és estable: per als x propers a X₂*, i s'allunyarà del punt d'equilibri X₂*.

### Modelització del creixement per a la rata mesquera

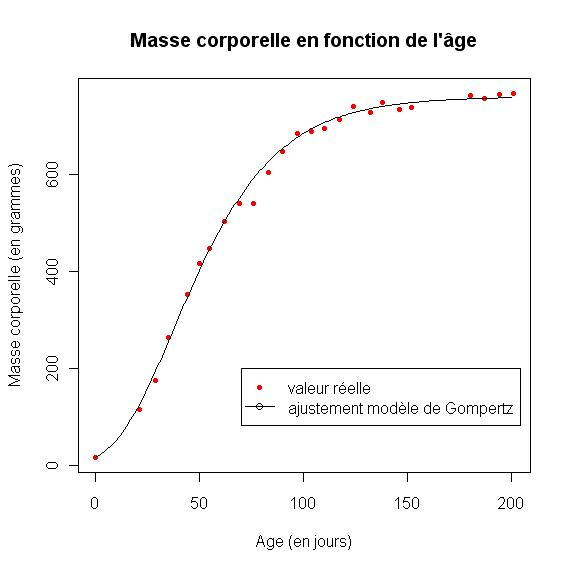
Exemple de representació i ajust de dades amb el model Gompertz

El model Gompertz representa bé el creixement de la massa muscular de la rata mesquera o la seva talla en funció de la seva edat.
Ajustant el model Gompertz amb les dades de massa corporal ({\displaystyle x_{0}=16,{\text{ }}a=0,036{\text{ i }}K=760}), s'obté l'equació 
{\displaystyle x(t)=760\times \exp \left(\ln \left({\frac {16}{760}}\right)\mathrm {e} ^{-0,036t}\right)}

### Modelització del creixement dels tumors
La corba de Gompertz s'utilitza per ajustar les dades del creixement dels tumors. De fet, els tumors són poblacions cel·lulars en un espai tancat on la disponibilitat de nutrients és limitada. Quan s'observa la mida del tumor X (t), és útil escriure la corba de Gompertz de la següent manera:
{\displaystyle X(t)=K\times \mathrm {e} ^{(b\times \mathrm {e} ^{-at})},\ {\textrm {amb}}\ b=\ln \left({\frac {x_{0}}{K}}\right)}
on X(0) és la mida del tumor en el moment de l'observació inicial, i K és la mida màxima que es pot aconseguir amb els nutrients disponibles, és a dir, la població asimptòtica de les cèl·lules tumorals.

## Alguns exemples d'aplicacions
- Aplicacions en microbiologia i alimentació per descriure les fases de creixement microbianes.[9]
- Aplicacions en models de predicció del creixement